# 旄舞
旄舞是中國上古時代的一種舞蹈，屬於小舞的一種，在旄舞中，舞者持犛牛尾而舞。這種舞蹈形式歷史久遠，祀辟雍，也用於燕樂。在周代，旄舞是六種小舞之一。（另有帗舞、羽舞、皇舞、幹舞、人舞。